# Hydropsyche setensis
Hydropsyche setensis là một loài Trichoptera trong họ Hydropsychidae. Chúng phân bố ở miền Cổ bắc.